# Lapoș
Lapoș is een Roemeense gemeente in het district Prahova.
Lapoș telt 1404 inwoners.